# Kathedraal van Arapgir
De Kathedraal van de heilige Moeder Gods (Armeens: Սուրբ Աստվածածին վանք of Արաբկիրի մայր եկեղեցի; Turks: Arapkir Ana Kilisesi) was een 13e-eeuwse Armeense kathedraal in Arapgir, een stad in de provincie Malatya, Oost-Turkije.

## Geschiedenis
De naar de Moeder Gods vernoemde kathedraal werd in de 13e eeuw gebouwd. Het was een van de grootste kerkgebouwen van West-Armenië en de kerk bood plaats aan 3000 gelovigen.
Tijdens de Armeense Genocide werd de kerk geplunderd en in brand gestoken. Na de moord op de Armeense gemeenschap werd de schade aan het gebouw hersteld en het in gebruik genomen als school.
In 1950 besloot de gemeente Arapgir de voormalige kathedraal te slopen. Op 8 september 1957 werd het 13e-eeuwse kerkgebouw opgeblazen met dynamiet. De grond waarop de kathedraal stond werd later verkocht aan een boer voor TL 28.005. Op de locatie bevinden zich tegenwoordig nog de ruïnes van de kathedraal.

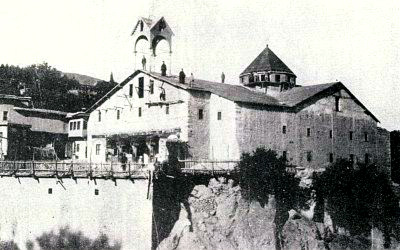
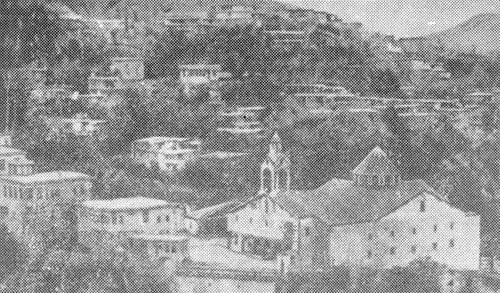